# Bockerter Heide
Die Bockerter Heide ist ein 168,36 ha großes Naturschutzgebiet im Süden der niederrheinischen Kreisstadt Viersen, die sich im Westen des deutschen Bundeslandes Nordrhein-Westfalen befindet. Das Naturschutzgebiet Bockerter Heide liegt am äußersten südlichen Rand des Viersener Stadtgebiets an der Peripherie der Alt-Viersener Ortsteile Bockert, Bötzlöh, Oberbeberich und Ompert und erstreckt sich bis an die Stadt- und Kreisgrenze mit Mönchengladbach. Das Naturschutzgebiet Bockerter Heide wird ergänzt durch das Landschaftsschutzgebiet Bockerter-Bebericher Rinnenlandschaft, das sich im Wesentlichen über den landwirtschaftlich genutzten Außenbereich des Alt-Viersener Südens erstreckt, der zwischen der allgemeinen Wohnbebauung und dem Naturschutzgebiet Bockerter Heide liegt.

## Projektbeschreibung
Die zunehmende Industrialisierung und Rationalisierung der Landwirtschaft hat in den vergangenen Jahrzehnten zu einer Reihe von Maßnahmen wie z. B. der Flurbereinigung geführt, durch die über Jahrhunderte gewachsene Landschaftsstrukturen wie Gebüsche, kleinere Wäldchen, Landwehren usw. oft eingeebnet und beseitigt wurden. Dadurch hat sich das allgemeine Landschaftsbild auch in ländlichen Außengebieten vor allem im Laufe des 20. Jahrhunderts größtenteils erheblich verändert.
Im Bereich der Bockerter Heide haben sich hingegen eine Reihe archaischer Landschaftsstrukturen besser erhalten als anderswo. Um dies zu bewahren, wurden entsprechend dem § 20 des Landschaftsgesetzes des Landes Nordrhein-Westfalen für das Naturschutzgebiet Bockerter Heide die folgenden Schutzziele vorgegeben:
- Erhaltung einer in ihren Grundzügen intakten spätmittelalterlichen Kulturlandschaft als landeskundlich bedeutsame Einheit[3]
- Erhaltung von historischen Strukturen und landeskundlich bedeutsamen Einzelelementen wie z. B.
  - Buchenniederwälder, Eichen- und Birken-Mittelwälder, Gebüsche und Wallhecken[3]
  - Eichen- und Buchenüberhälter[3]
- Erhaltung als Umfeld einer Vielzahl historisch wertvoller Objekte wie z. B.…
  - Landwehren, Schanzen, Grenzwälle und -gräben[3]
  - Viehtriften[3]
  - Flachskuhlen[3]
- Erhaltung eines vielgestaltigen und strukturreichen Waldgebietes im Wechsel mit Wiesen, Weiden und Ackerflächen als Lebensraum wildwachsender Pflanzen und wildlebender Tiere[3]
- Erhaltung von Feldgehölzen, deren Vorhandensein auch Höhlenbrütern Nistmöglichkeiten in der strukturarmen Agrarlandschaft bietet.

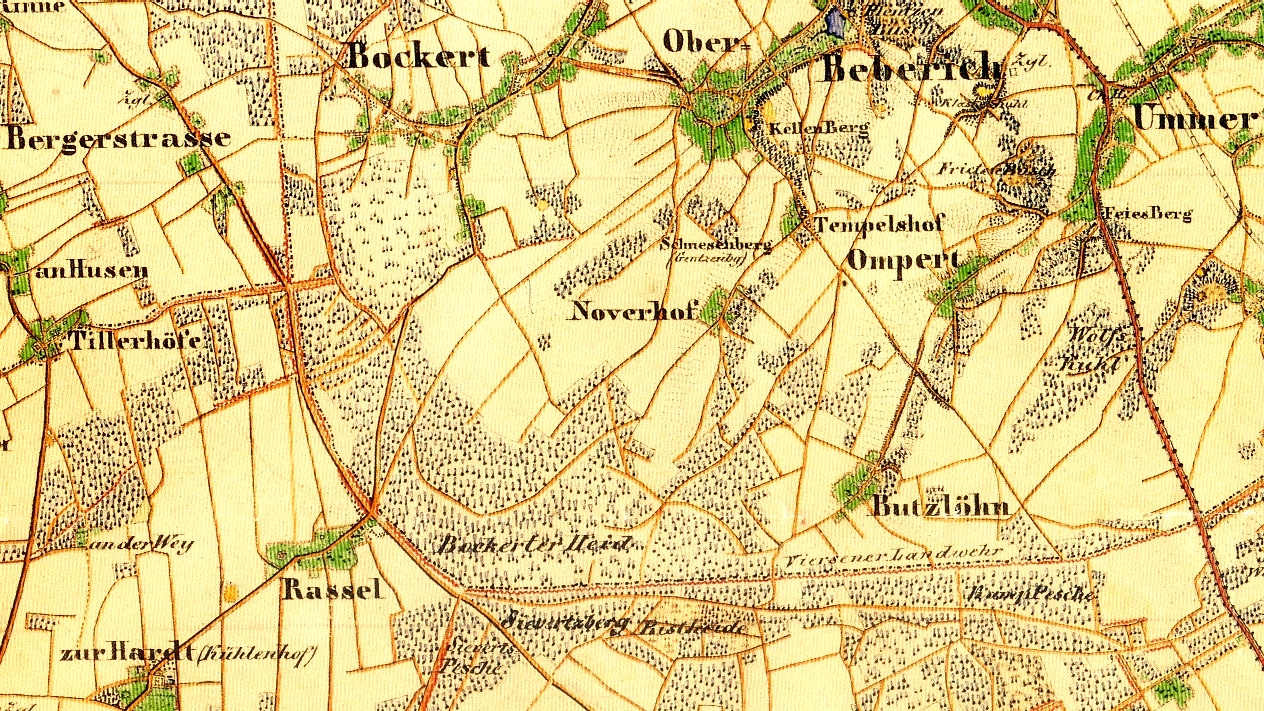
Das Gebiet der Bockerter Heide auf einer alten preußischen Landkarte von 1844.

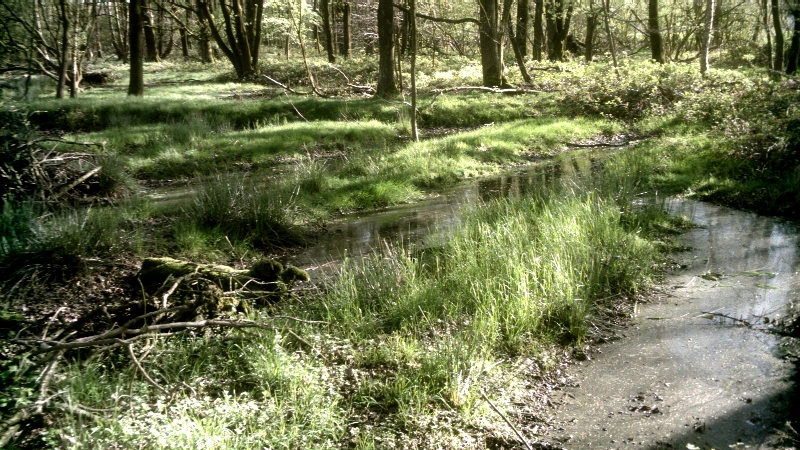
Flachskuhlen in der Bockerter Heide erinnern an vorindustrielle Produktionsverfahren.

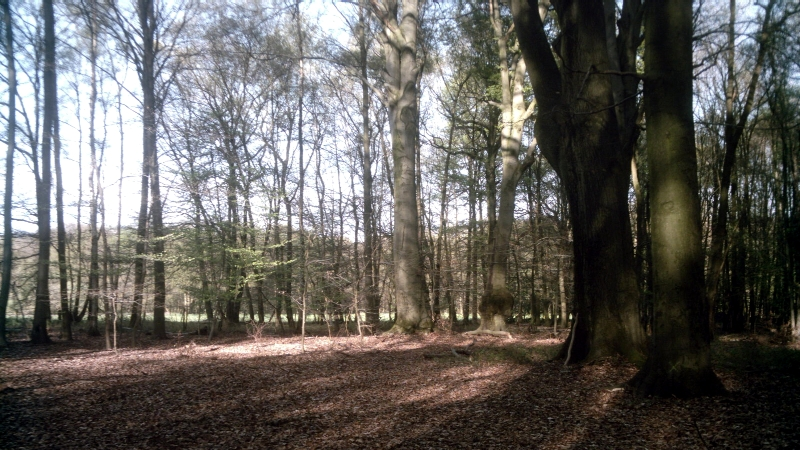
Rotbuchenwäldchen bieten auch Höhlenbrütern Nistmöglichkeiten in der Bockerter Heide.

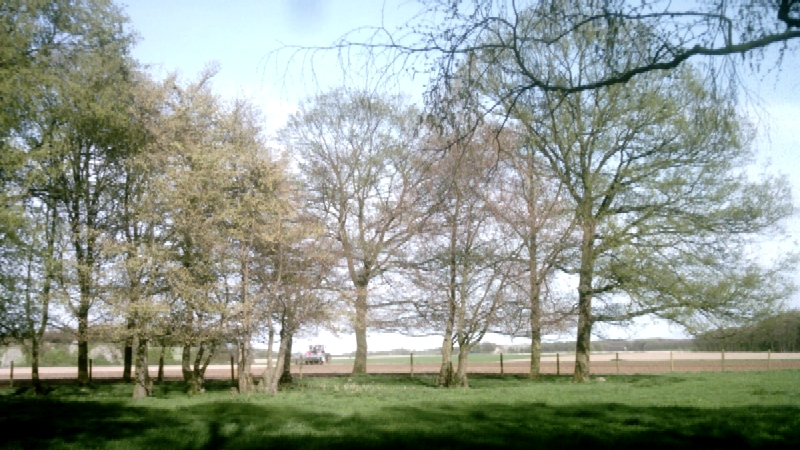
Durch die im Bereich der Bockerter Heide nur extensiv betriebene Landwirtschaft blieben hier viele andernorts beseitigte Landschaftelemente erhalten, wie z. B. die hier abgebildete Baumgruppe, die eine Viehwiese vom benachbarten Acker trennt.

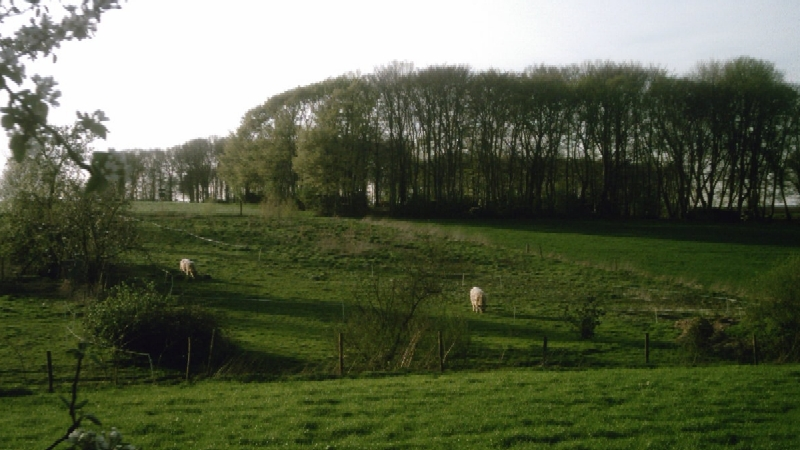
Viehwiese mit Kühen in der Nähe des Weilers Bötzlöh. Im Hintergrund ist eines von mehreren Feldgehölzen zu sehen, die im Bereich von Bötzlöh quasi als Exklaven mit zum Naturschutzgebiet Bockerter Heide gehören.

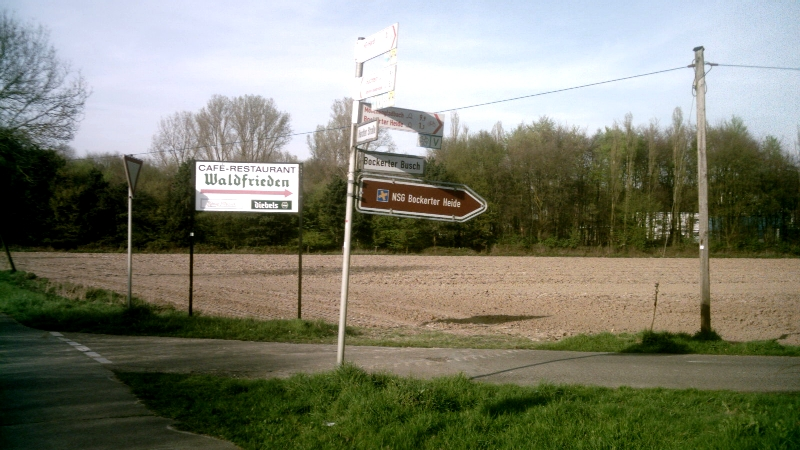
Die Zufahrt zum einzigen Parkplatz des Naturschutzgebiets am Haus Waldfrieden von der Hardter Straße aus (zwischen M'gladbach-Rasseln und Viersen-Bockert).

## Lebensräume und Arten

### Amtlich ausgewiesene Biotope
Nach Angaben des Landesamts für Natur, Umwelt und Verbraucherschutz NRW (LANUV) besteht das Naturschutzgebiet Bockerter Heide aus zwei schutzwürdigen Biotopen, nämlich:
- NSG Bockerter Heide (im engeren Sinne), Biotopkennziffer BK-4704-907[4]
- NSG Bockerter Heide (erweitert), Biotopkennziffer BK-4704-908[4]

### Gefährdete Vogelarten
Die folgenden Vogelarten, deren Bestand gemäß der Roten Liste 2010 NRW in Nordrhein-Westfalen gefährdet ist, kommen in der Bockerter Heide vor:
- Baumfalke (Falco subbuteo)[5]
- Baumpieper (Anthus trivialis)[5]
- Kuckuck (Cuculus canorus)[5]
- Nachtigall (Luscinia megarhynchos)[5]
- Turteltaube (Streptopelia turtur)[5]

### Weitere Vogelarten
Als weitere Vogelarten kommen in der Bockerter Heide vor…

Amsel (Turdus merula), Blaumeise (Parus caeruleus), Dorngrasmücke (Sylvia communis), Eichelhäher (Garrulus glandarius), Elster (Pica pica), Fitis (Phylloscopus trochilus), Gartengrasmücke (Sylvia borin), Gelbspötter (Hippolais icterina), Goldammer (Emberiza citrinella), Grauschnäpper (Muscicapa striata), Jagdfasan (Phasianus colchicus), Kohlmeise (Parus major), Misteldrossel (Turdus viscivorus), Mönchsgrasmücke (Sylvia atricapilla), Rabenkrähe (Corvus corone corone), Ringeltaube (Columba palumbus), Rotkehlchen (Erithacus rubecula), Singdrossel (Turdus philomelos), Sumpfrohrsänger (Acrocephalus palustris), Zaunkönig (Troglodytes troglodytes) und Zilpzalp (Phylloscopus collybita).

### Pflanzenarten
Folgende Pflanzenarten kommen in der Bockerter Heide vor:

Bergahorn (Acer pseudoplatanus), Besenginster (Cytisus scoparius), Brombeeren (Rubus sectio Rubus), Draht-Schmiele (Deschampsia flexuosa), Eingriffeliger Weißdorn (Crataegus monogyna), Esskastanie (Castanea sativa), Europäische Lärche (Larix decidua (subsp. decidua)), Faulbaum (Frangula alnus (subsp. alnus)), Feldahorn (Acer campestre), Rotfichte (Picea abies), Flatter-Binse (Juncus effusus (subsp. effusus)), Frauenfarn (Athyrium filix-femina), Gemeines Rispengras (Poa trivialis (subsp. trivialis)), Eberesche (Sorbus aucuparia), Gewöhnliche Kratzdistel (Cirsium vulgare (subsp. vulgare)), Gewöhnlicher Glatthafer (Arrhenatherum elatius (subsp. elatius)), Gewöhnlicher Klettenkerbel (Torilis japonica), Große Brennnessel (Urtica dioica), Hain-Rispengras (Poa nemoralis), Hainbuche (Carpinus betulus), Haselnuss (Corylus avellana), Himbeere (Rubus idaeus), Hunds-Straußgras (Agrostis canina), Knotige Braunwurz (Scrophularia nodosa), Kornelkirsche (Cornus mas), Kratzbeere (Rubus caesius), Moor-Birke (Betula pubescens), Pappel unbestimmt (Populus spec.), Pfeifengras (Molinia caerulea), Robinie (Robinia pseudoacacia), Rose unbestimmt (Rosa spec.), Roteiche (Quercus rubra), Rotbuche (Fagus sylvatica (subsp. sylvatica)), Roter Fingerhut (Digitalis purpurea (subsp. purpurea)), Salbei-Gamander (Teucrium scorodonia), Sand-Birke (Betula pendula), Schlehe (Prunus spinosa agg.), Schwarzerle (Alnus glutinosa), Schwarzer Holunder (Sambucus nigra), Stieleiche (Quercus robur (subsp. robur)), Süßkirsche (Prunus avium), Sumpf-Reitgras (Calamagrostis canescens), Waldkiefer (Pinus sylvestris), Weiches Honiggras (Holcus mollis (subsp. mollis)), Weide unbestimmt (Salix spec.), Weißdorn unbestimmt (Crataegus spec.), Weiße Hainsimse (Luzula luzuloides), Winterlinde (Tilia cordata), Wolliges Honiggras (Holcus lanatus), Zitterpappel (Populus tremula) und Zweigriffliger Weißdorn (Crataegus laevigata).

## Die Bockerter Heide als Naherholungsgebiet
Die Bockerter Heide ist Naherholungsgebiet. Die durch das Gebiet führenden Wander- und Wirtschaftswege sind für Radfahrer und Fußgänger ganzjährig frei zugänglich. Ein Durchfahren des Areals mit PKWs oder anderen motorisierten Fahrzeugen ist jedoch nicht gestattet.

### Das Haus Waldfrieden
Am Rand der Bockerter Heide befindet sich in der Nähe der Hardter Straße eine Ausflugsgaststätte, das Haus Waldfrieden. In unmittelbarer Nähe des Lokals gibt es auch einen Parkplatz für PKW, der Weg dorthin darf von der Hardter Straße aus mit PKW befahren werden. Gleich neben dem erwähnten Haus Waldfrieden befindet sich auch ein Informationszentrum mit Infotafeln, wo die Besonderheiten des Naturschutzgebietes Bockerter Heide erläutert werden. Haus Waldfrieden war seit Januar 2015 geschlossen und wurde im August 2018 neu eröffnet.
Das Haus Waldfrieden liegt nur knapp 300 m von der Mönchengladbacher Stadtgrenze entfernt, auch die von hier aus nächstgelegene Ortschaft Rasseln ist bereits ein Ortsteil von Mönchengladbach. Bei stärkerem Besucherverkehr, z. B. sonntagnachmittags bei schönem Wetter, ist auch der Anteil von hier parkenden Fahrzeugen mit Mönchengladbacher Kennzeichen („MG‑…“) beträchtlich. So wird gelegentlich angenommen, das Haus Waldfrieden läge in Mönchengladbach. Dieser Eindruck täuscht jedoch: Das Haus Waldfrieden liegt bereits auf Viersener Stadtgebiet, hat eine Viersener Postanschrift und im Telefonfestnetz eine Viersener Vorwahl (02162).

## Die nähere Umgebung
| Bergerstraße        | Bockert                                     | Oberbeberich Ompert Ummer |
| MG-Rasseln          | Kompassrose, die auf Nachbargemeinden zeigt | Bötzlöh Helenabrunn       |
| MG‑Hardt MG‑Winkeln | NSG Bistheide MG-Venn                       | MG-Großheide              |

### Schutzvermerk
Dieser Artikel wurde verfasst unter Verwendung von Sach- und Grafikdaten des Landesamtes für Umwelt, Natur und Verbraucherschutz NRW (LANUV), Aktualisierungsdatum: 26. April 2012.